# Bordetella avium
Espèce
Bordetella avium est une espèce de bactérie du genre Bordetella, un genre contenant plusieurs espèces parasites. Elle infecte les voies respiratoires d'oiseaux, notamment des volailles. L'infection déclenche une rhinite chez ces animaux, et les dindes y seraient particulièrement sensibles, plus que les oiseaux sauvages.